# 河根良賢
河根 良賢（かわね よしかた、1888年（明治21年）7月29日 - 1949年（昭和24年）2月12日）は、大日本帝国陸軍軍人。最終階級は陸軍少将。功四級。

## 経歴
1888年（明治21年）に広島県で生まれた。陸軍士官学校第23期卒業。1936年（昭和11年）8月に輜重兵第2連隊長（第2師団）に就任し、満州に駐屯した。1937年（昭和12年）8月に陸軍輜重兵大佐に進級し、1938年（昭和13年）7月に自動車第1連隊長を経て、1939年（昭和14年）8月に輜重兵科教育を行う唯一の予備士官学校である久留米陸軍予備士官学校の初代校長に就任した。
1941年（昭和16年）3月1日に陸軍少将に進級し、7月28日に北支那方面軍司令部附を経て、8月8日に第3野戦輸送司令官（南方軍・第14軍）に就任し、フィリピン攻略戦に出征した。1942年（昭和17年）8月に北支那野戦自動車廠長に転じ、終戦まで務めた。1947年（昭和22年）11月28日、公職追放仮指定を受けた。
復員後、アメリカ軍に戦犯として逮捕され、横浜軍事法廷で訴追された。第3野戦輸送隊がバターン死の行進で米軍捕虜をサンフェルナンドからカパスにある捕虜収容所までの鉄道輸送を担当し、輸送中の待遇が劣悪で死者が出たことから訴追されたと言われているが、因果関係ははっきりとしていない。横浜軍事法廷で絞首刑の判決を下され、1949年（昭和24年）2月12日に執行された。